# Cnemolia silacea
Cnemolia silacea är en skalbaggsart som beskrevs av Stefan von Breuning 1938. Cnemolia silacea ingår i släktet Cnemolia och familjen långhorningar.
Artens utbredningsområde är Ghana. Inga underarter finns listade i Catalogue of Life.